# Episodi di Star Wars Rebels (quarta stagione)

Logo della serie

La quarta ed ultima stagione della serie animata Star Wars Rebels viene trasmessa negli Stati Uniti su Disney XD dal 16 ottobre 2017 al 5 marzo 2018.
Un film introduttivo di un'ora, Eroi di Mandalore, è stato proiettato il 16 ottobre 2017 durante la Star Wars Celebration che si è svolta nel Anaheim Convention Center in California.
In Italia la serie venne trasmessa dal 27 novembre 2017 al 4 maggio 2018 sul canale della piattaforma Sky Disney XD.
| n° (assoluto) | n° (stagione) | Titolo originale                     | Titolo italiano                              | Prima TV USA     | Prima TV Italia  |
| ------------- | ------------- | ------------------------------------ | -------------------------------------------- | ---------------- | ---------------- |
| 60            | 1             | Heroes of Mandalore: Part 1          | Eroi di Mandalore (prima parte)              | 16 ottobre 2017  | 27 novembre 2017 |
| 61            | 2             | Heroes of Mandalore: Part 2          | Eroi di Mandalore (seconda parte)            | 16 ottobre 2017  | 28 novembre 2017 |
| 62            | 3             | In the Name of the Rebellion: Part 1 | In nome della Ribellione (prima parte)       | 23 ottobre 2017  | 29 novembre 2017 |
| 63            | 4             | In the Name of the Rebellion: Part 2 | In nome della Ribellione (seconda parte)     | 23 ottobre 2017  | 30 novembre 2017 |
| 64            | 5             | The Occupation                       | L'occupazione                                | 30 ottobre 2017  | 1 dicembre 2017  |
| 65            | 6             | Flight of the Defender               | Il volo del Defender                         | 30 ottobre 2017  | 4 dicembre 2017  |
| 66            | 7             | Kindred                              | Affinità                                     | 6 novembre 2017  | 5 dicembre 2017  |
| 67            | 8             | Crawler Commanders                   | Il sequestro del cingolato                   | 6 novembre 2017  | 6 dicembre 2017  |
| 68            | 9             | Rebel Assault                        | Assalto ribelle                              | 13 novembre 2017 | 7 dicembre 2017  |
| 69            | 10            | Jedi Night                           | Notte Jedi                                   | 19 febbraio 2018 | 4 maggio 2018    |
| 70            | 11            | Dume                                 | Dume                                         | 19 febbraio 2018 | 4 maggio 2018    |
| 71            | 12            | Wolves and a Door                    | Lupi e una porta                             | 26 febbraio 2018 | 4 maggio 2018    |
| 72            | 13            | A World Between Worlds               | Un mondo tra i mondi                         | 26 febbraio 2018 | 4 maggio 2018    |
| 73            | 14            | A Fool's Hope                        | La speranza di un folle                      | 5 marzo 2018     | 4 maggio 2018    |
| 74            | 15            | Family Reunion and Farewell: Part 1  | Riunione di famiglia e addio (prima parte)   | 5 marzo 2018     | 4 maggio 2018    |
| 75            | 16            | Family Reunion and Farewell: Part 2  | Riunione di famiglia e addio (seconda parte) | 5 marzo 2018     | 4 maggio 2018    |

## Eroi di Mandalore
- Titolo originale: Heroes of Mandalore: Part 1 & 2
- Diretto da: Steward Lee (prima parte) e Saul Ruiz (seconda parte)
- Scritto da: Henry Gilroy e Steven Melching (prima parte) e Christopher Yost (seconda parte)

### Trama
Sabine, Kanan ed Ezra guidano il Clan Wren in un assalto ad un avamposto del Clan Saxon (ora guidato da Tiber Saxon, fratello del defunto Gar Saxon) per salvare il padre di Sabine, da loro tenuto in ostaggio per volontà dell'Impero. L'avamposto si rivela però essere una trappola per catturare Sabine, che viene però salvata da Bo-Katan Kryze del Clan Kryze. Siccome Bo-Katan sarebbe dovuta divenire la governatrice di Mandalore dopo la morte di sua sorella, la Duchessa Satine, Sabine prova a darle la Spada Oscura, ma lei si rifiuta di accettarla. Il padre di Sabine, intanto, deve venire trasportato verso la capitale per un'esecuzione pubblica, così la ragazza decide di liberarlo lungo il percorso. Attaccano quindi il controllo e riescono a salvare il padre di Sabine, Alrich Wren, che si rivela essere un artista proprio come la figlia. Quest'ultima viene contattata da sua madre proprio mentre l'Impero rivela una nuova arma, il suono della quale viene riconosciuto da Sabine. Il gruppo corre verso il luogo dell'attacco, trovando ogni singolo guerriero Mandaloriano vaporizzato. Sabine è devastata dopo essersi resa conto che sono stati uccisi da un'arma che lei stessa aveva progettato quando era all'Accademia Imperiale, ma si tranquillizza dopo aver scoperto che sua madre e suo fratello sono vivi. Con l'arrivo di altri Imperiali, Sabine ed i suoi alleati vengono salvati dal Clan Kryze, mentre Bo-Katan ed Ezra distruggono i caccia TIE all'inseguimento. Tiber Saxon mostra quindi a Thrawn un filmato che mostra l'arma in azione: essa è capace di surriscaldare la lega dalla quale sono composte le armature Mandaloriane, incenerendo gli occupanti ma lasciando incolumi gli assaltatori. Al campo di Bo-Katan, lei ed i suoi uomini affrontano Sabine a causa del suo ruolo nella creazione dell'arma, che lei ha chiamato "La Duchessa" in onore della sorella di Bo-Katan, Satine. Sabine convince il Clan Kryze ad unirsi a lei in un attacco allo star destroyer di Saxon per distruggere l'arma. Durante l'assalto, Sabine viene catturata da Saxon, che le ordina di migliorare l'arma per portarla alla piena potenza. Lei finge di farlo, ma ne modifica di nascosto i circuiti, facendo sì che prenda di mira le armature Imperiali. Successivamente, utilizza la Spada Oscura per distruggere il nucleo dell'arma e farla esplodere, distruggendo anche lo star destroyer. Al campo del Clan Kryze, Bo-Katan accetta la Spada Oscura da Sabine, divenendo a tutti gli effetti la leader di Mandalore.

## In nome della Ribellione
- Titolo originale: In the name of the Rebellion: Part 1 & 2
- Diretto da: Sergio Paez (prima parte) e Bosco Ng (seconda parte)
- Scritto da: Gary Whitta (prima parte) e Matt Michnovetz (seconda parte)

### Trama
Ezra, Kanan e Sabine giungono su Yavin IV per unirsi al gruppo principale dell'Alleanza Ribelle. Arriva anche la squadriglia di Hera, sopravvissuta a malapena ad un'imboscata che Bail Organa attribuisce ad un'antenna installata dall'Impero nel sistema di Jalindi, che permette all'Impero di reagire più rapidamente alle incursioni ribelli. Un droide proietta un ologramma di Saw Gerrera, che sbeffeggia Mon Mothma per la sua totale mancanza di iniziativa contro l'Impero, alla quale lei risponde dicendo che si rifiuta di abbassarsi al livello delle barbarie commesse da Gerrera e dai suoi uomini. Invia quindi l'equipaggio dello Spettro in missione per manomettere l'antenna e far sì che possano utilizzarla per seguire i movimenti Imperiali. Tuttavia, Sabine li connette erroneamente alla frequenza radio principale di un incrociatore Imperiale in avvicinamento, obbligando Ezra a spacciarsi per il comandante Brom Titus, che sfortunatamente è proprio al comando dell'incrociatore. Saltata la copertura, Sabine chiama Hera perché li venga a prendere. Prima ancora che riesca ad arrivare, tuttavia, un Ala-U pilotato da Gerrera giunge sul posto, fa salire i due e bombarda l'antenna distruggendola, e con essa anche l'Incrociatore di Brom Titus. Hera ordina a Gerrera di riportarle Ezra e Sabine, ma lui fugge effettuando il salto nell'iperspazio.
Gerrera convince Ezra e Sabine ad aiutarlo a scoprire delle informazioni su di un'apparente super arma che l'Impero sta costruendo. I tre salgono su uno shuttle da carico Imperiale travestiti da cittadini e scoprono un gruppo di ingegneri prigionieri provenienti dal pianeta Coruscant che stanno venendo trasferiti su Jedha per lavorare su un misterioso progetto. Gerrera insiste affermando che questa è un'ulteriore prova del fatto che l'Impero stia lavorando su di una super arma, insieme ad anche un gigantesco cristallo kyber. Saw preferisce attendere che la nave Imperiale raggiunga la sua destinazione per scoprire ciò che l'Impero vuole fare del cristallo e quando Ezra e Sabine cercano di convincerlo che liberare i prigionieri è più importante, lui li stordisce entrambi e li ammanetta nella sala comandi. Dopo essersi risvegliati, i due riescono a persuadere Saw ed a convincerlo che il bene dei prigionieri è la cosa più importante; Chopper cerca quindi di far fuggire gli ingegneri tramite delle capsule di salvataggio, ma l'Impero interviene. Quando il piano del gruppo di trasportare il cristallo giù dalla nave fallisce, Saw lo programma perché esploda. Chiama quindi il suo compagno ribelle perché lo venga a prendere e fugge, mentre Ezra e Sabine vengono salvati dallo Spettro dopo che il cristallo esplode, distruggendo uno star destroyer comandato dal capitano Slavin che li stava intralciando. Gli ingegneri decidono quindi di unirsi alla causa Ribelle e si dirigono su Yavin IV.

## L'occupazione
- Titolo originale: The Occupation
- Diretto da: Steward Lee
- Scritto da: Christopher Yost

### Trama
I ribelli vengono informati da Ryder Azadi che l'Impero sta costruendo una nuova versione migliorata del TIE Defender. Ezra e l'equipaggio dello Spettro partono per Lothal, venendo fatti entrare clandestinamente da Vizago, siccome l'Impero ha stretto la sua morsa intorno al pianeta, annientando quasi completamente la cellula ribelle locale. Scoprono anche che l'ambiente è stato quasi interamente rovinato dalla presenza dell'Impero e che alcune loro conoscenze come il Vecchio Jho sono state catturate e successivamente giustiziate per aver aiutato i ribelli. Identificato ed inseguito, il gruppo di Ezra viene sorprendentemente aiutato da un vecchio compagno di Accademia di Ezra, Jai Kell, e dallo stesso Azadi, che li portano al sicuro, rimanendo però delusi dopo aver scoperto che l'Alleanza Ribelle non è in grado di attaccare Lothal e liberarlo a causa del blocco Imperiale in orbita. Ezra rimane però ottimista, affermando che collaborando potranno distruggere la fabbrica dei TIE Defender, nonostante Azadi rimanga scettico, avendo assistito alle capacità del nuovo caccia.

## Il volo del Defender
- Titolo originale: Flight of the Defender
- Diretto da: Saul Ruiz
- Scritto da: Dave Filoni e Steven Melching

### Trama
L'equipaggio dello Spettro nota un campo aereo Imperiale dove sta venendo testato il nuovo prototipo del TIE Defender, chiamato "TIE Defender Elite". Sabine propone l'idea di rubarne il registratore di volo per garantire ai ribelli delle preziose informazioni sul prototipo. Sfortunatamente, il Grand'Ammiraglio Thrawn sta supervisionando personalmente una dimostrazione di combattimento del nuovo velivolo. Messi all'angolo, Sabine ed Ezra rubano il prototipo per poter fuggire ma, a causa di un interruttore d'emergenza pre-installato, il caccia si schianta sulle colline di Lothal. I due rubano anche l'iperguida del velivolo e la nascondono per poterla poi ritirare in seguito. Mentre cerca di evitare le pattuglie imperiali, Ezra intravede continuamente in lontananza un Loth-Lupo bianco, rarissima specie predatoria che si dice non venga avvistata da più di cento anni. Alla fine, il Loth-Lupo si presenta, addormentando Sabine e portando entrambi dal resto del gruppo, per poi sparire dopo aver sussurrato ad Ezra la parola DUME.

## Affinità
- Titolo originale: Kindred
- Diretto da: Sergio Paez
- Scritto da: Dave Filoni e Henry Gilroy

### Trama
Ezra, Jai Kell e Zeb si dirigono a recuperare l'iperguida del TIE Defender Elite prima che le squadre di ricerca imperiale possano raggiungerla, in modo da poter così trasportare il registratore di volo del velivolo su Yavin IV e garantire all'Alleanza Ribelle le preziose informazioni sul prototipo. Tuttavia, Thrawn ha già inviato un aiutante in più per le ricerche: Rukh, sicario e segugio Noghri senza pari. Mentre Zeb porta l'iperguida al sicuro, Ezra e Jai finiscono per venire inseguiti da Rukh, riuscendo a seminarlo con grande difficoltà. Sfortunatamente, un tracciatore agganciato dal segugio ai loro speeder conduce le forze del Governatore Pryce dritte al nascondiglio dello Spettro. Mentre Hera e Chopper raggiungono Yavin IV con il registratore di volo effettuando il salto nell'iperspazio grazie all'iperguida rubata, il resto dei ribelli affronta gli Imperiali per coprirsi la ritirata. Appena prima dell'inizio dello scontro, tuttavia, il Loth-Lupo Bianco ricompare e li guida in una rete di gallerie sotterranee. Mentre attraversano dei misteriosi percorsi, i ribelli si ritrovano in un insediamento nascosto visitato nei tempi antichi dai Jedi che eressero il tempio di Lothal e scoprono che il Loth-Lupo non è altri che un messaggero della Forza, giunto lì per comunicare loro che l'Impero sta perseguendo un obiettivo ancora più sinistro.

## Il sequestro del cingolato
- Titolo originale: Crawler Commanders
- Diretto da: Bosco Ng
- Scritto da: Matt Michnovetz

### Trama
Dopo che i ribelli di Lothal si sono rifugiati nell'antico insediamento, vedono un cingolato della Gilda Mineraria che scrosta la superficie di Lothal in cerca di materie prime e decidono di dirottarlo per cercare di stabilire un contatto radio con Hera e la base ribelle di Yavin utilizzando la sua trasmittente. Tuttavia, il capitano del cingolato riesce a sigillare il veicolo e a far partire l'allarme; così, mentre Sabine cerca di riaprire il macchinario, Kanan e Zeb scoprono un gran numero di schiavi all'interno dello scafo del cingolato, tra i quali c'è Vizago, venduto dall'Impero alla Gilda. Collaborando, i ribelli e gli ex-schiavi riescono ad ingannare ed allontanare una pattuglia Imperiale sopraggiunta a causa dell'allarme e ad impedire al capitano di distruggere il cingolato. In uno scontro con Ezra, il capitano del cingolato muore precipitando in un inceneritore. Nel frattempo Hera, che non ha intenzione di aspettare ancora a lungo, convince il comando ribelle ad assaltare la fabbrica dove vengono prodotti i TIE Defender Elite e, dopo che le comunicazioni vengono stabilite, la squadra di Ezra acconsente a coordinare l'assalto di terra.

## Assalto ribelle
- Titolo originale: Rebel Assault
- Diretto da: Steward Lee
- Scritto da: Steven Melching

### Trama
Hera e la sua squadra d'assalto giungono a Lothal ed iniziano ad affrontare il blocco Imperiale, mentre l'equipaggio dello Spettro sabota dalla terraferma le batterie antiaeree per permettere un attacco diretto alla fabbrica nella capitale di Lothal. Tuttavia, Thrawn decide di coordinare personalmente le difese Imperiali, obliterando completamente la forza d'attacco Ribelle, con solo Hera, Chopper e Mart Mattin che riescono ad atterrare e raggrupparsi. Mentre il gruppo di Hera cerca di abbandonare la città venendo costantemente braccato da Rukh, Kanan ritorna nella capitale per cercarla, venendo però fermato dal Loth-Lupo Bianco, al quale chiede cosa dovrebbe fare. Hera riesce ad aprirsi una via di fuga, ma viene catturata da Rukh prima di riuscire a scappare. Mart e Chopper vengono poi prelevati da Kanan e portati al nascondiglio ribelle mentre il Loth-Lupo Bianco osserva dalla distanza.

## Notte Jedi
- Titolo originale: Jedi Night
- Diretto da: Steward Lee
- Scritto da: Henry Gilroy

### Trama
Mentre Hera viene torturata dal Governatore Pryce, Ezra, Kanan e Sabine si preparano a salvarla dagli Imperiali. Grazie all'assenza del Grand'Ammiraglio Thrawn, momentaneamente su Coruscant nel tentativo di convincere l'Imperatore a rinunciare al progetto "stellina" di Orson Krennic in cambio del progetto TIE Defender Elite, s'infiltrano nel centro di comando Imperiale di Lothal utilizzando degli alianti costruiti per sembrare dei Loth-Pipistrelli; mentre Ezra e Sabine rubano una cannoniera da utilizzare come mezzo di fuga, Kanan recupera il kalikori di Hera, importante cimelio di famiglia che le era stato portato via da Thrawn in precedenza, e la salva prima che potesse (sotto l'effetto di un siero della verità) comunicare agli Imperiali la posizione della base Ribelle. Mentre cercano di fuggire su uno dei deltaplani, Kanan dice ad Hera di atterrare nel deposito di carburante della Città di Lothal. Proprio quando Ezra e Sabine si dirigono a prenderli, Pryce ordina alle sue truppe di sparare contro i serbatoi di carburante, causando un'esplosione. In cima alle cisterne, Kanan utilizza la Forza per controllare l'esplosione ed allontanare Hera e i suoi amici dal tetto, pagando però con la propria vita.

## Dume
- Tirolo originale: Dume
- Diretto da: Saul Ruiz
- Scritto da: Christopher Yost

### Trama
Con la distruzione del deposito di carburante Imperiale ed il conseguente annullamento del progetto TIE Defender, il Governatore Pryce cerca di nascondere il proprio fallimento organizzando una parata che però non inganna Thrawn. Mentre Sabine e Zeb partono per la Città di Lothal per rovinare la festa, Ezra si dispera per la morte di Kanan, finché non viene affrontato dai Loth-Lupi e portato davanti ad un altro Loth-Lupo gigantesco di nome Dume, il quale gli rinfaccia le proprie paure e gli ordina di ritornare al Tempio Jedi di Lothal. Nel frattempo, dopo aver notato che la fabbrica di TIE Imperiale è stata chiusa, Sabine e Zeb incontrano ed affrontano Rukh; dopo averlo tramortito, lo riportano coperto di vernice alla Città di Lothal per dimostrare a tutti che i Ribelli sono ancora pronti a combattere. Hera riesce finalmente a superare la tristezza per la morte di Kanan aggiungendo una sua figura al kalikori e viene anche confortata da Zeb e Sabine, i quali le spiegano che Kanan è effettivamente riuscito ad aiutarli ad annullare il progetto TIE Defender. Ezra informa poi i suoi amici della sua importante missione, ovvero ritornare al tempio Jedi e recuperare una preziosa conoscenza dalle mani degli Imperiali.

## Lupi e una porta
- Titolo originale: Wolves and a Door
- Diretto da: Dave Filoni e Bosco Ng
- Scritto da: Dave Filoni e Matt Michnovetz

### Trama
Con l'aiuto dei Loth-Lupi, Ezra, Hera, Sabine, Zeb e Chopper si dirigono al tempio Jedi, che trovano occupato da una squadra della Gilda Mineraria guidata dal Ministro Imperiale Hydan, molto vicino allo scoprire il segreto del tempio. Interpretando un murale relativo agli Dei di Mortis (Padre, Figlio e Figlia, presenti in Star Wars: The Clone Wars), Ezra utilizza la Forza per dare vita alle immagini, le quali gli mostrano la posizione della porta. Tuttavia, nonostante il travestimento da esploratori Imperiali, vengono comunque scoperti e viene lanciato l'allarme. Ezra riesce a fuggire attraverso la porta nel tempio appena prima di venire preso, ma Sabine viene catturata.

## Un mondo tra i mondi
- Titolo originale: A World Between Worlds
- Diretto da: Dave Filoni e Steward Lee
- Scritto da: Dave Filoni

### Trama
Sabine finisce per venire interrogata da Hydan, che le chiede di interpretare i pittogrammi presenti nel tempio Jedi e scopre così che l'Imperatore intende rompere le barriere tra la vita e la morte come ultimo passo per utilizzare la Forza per controllare l'intero universo. Appena dopo aver scoperto come chiudere il portale, Sabine viene salvata da Hera e Zeb. Nel frattempo, Ezra si trova in uno spazio vuoto che giace tra lo spazio ed il tempo, finché non viene guidato da un Convor verso un altro portale, che presenta la scena del combattimento fra Ahsoka e Dart Fener. Appena prima della morte della prima, Ezra la trascina all'interno del vuoto e, rendendosi conto di avere una possibilità di salvare Kanan, decide di provare, venendo però dissuaso da Ahsoka. Con l'apertura del portale di Lothal, tuttavia, l'Imperatore è finalmente in grado di entrare nello spazio vuoto e di attaccarli; Ezra ed Ahsoka si separano e fuggono attraverso i portali con i quali sono entrati. Grazie al suggerimento di Sabine, Ezra riesce a sigillare per sempre l'accesso al vuoto, facendo anche collassare il tempio. Dopo essere fuggiti a malapena, Hera ritorna al tempio, il quale è completamente svanito; grazie a ciò che ha appreso all'interno del vuoto, Ezra riesce finalmente a superare la tristezza per la morte di Kanan, rendendosi conto che, se lo avesse salvato, lui e tutti gli altri sarebbero stati uccisi.

## La speranza di un folle
- Titolo originale: A Fool's Hope
- Diretto da: Saul Ruiz e Dave Filoni
- Scritto da: Henry Gilroy e Steven Melching

### Trama
Hera, Rex e Kallus reclutano Hondo, Gregor, Wolffe e Ketsu per liberare Lothal, con tutti loro che accettano dato il loro rispetto per Ezra. Tornato su Lothal, Ezra ha una visione che gli rivela che Thrawn sta tornando da Coruscant, il che significa che devono mettere in atto il loro piano immediatamente. Alla capitale, Pryce viene contattata da Ryder, che si offre di tradire i Ribelli in cambio della propria incolumità. Pryce e Rukh assaltano quindi la base Ribelle, mentre Hera cerca di ritornare con i rinforzi, venendo però bloccata dal blocco Imperiale. Gli Imperiali hanno immediatamente la meglio e catturano i Ribelli; sorprendentemente, però, Ryder rivela che il suo presunto "tradimento" altro non era che una scusa per attirare Pryce fuori dalla capitale. Hera arriva quindi con lo Spettro ed i rinforzi, mentre Ezra richiama i Loth-Lupi perché li assistano in battaglia. Gli Imperiali vengono tutti sconfitti e Pryce viene catturata, ma Ezra ricorda che la battaglia per liberare Lothal è appena cominciata.

## Riunione di famiglia e addio
- Titolo originale: Family Reunion and Firewall: Part 1 & 2
- Diretto da: Dave Filoni e Bosco Ng e Sergio Paez
- Scritto da: Dave Filoni e Henry Gilroy (prima parte) e Steven Melching (seconda parte)

### Trama
Con Pryce come prigioniera, i Ribelli la obbligano a dare loro i codici d'accesso per infiltrarsi nel centro di comando Imperiale nella capitale. Prendono d'assalto la sala comandi e si preparano a lanciare un ordine che comandi a tutte le forze Imperiali di radunarsi nel centro di comando, per poi lanciarlo nello spazio perché si autodistrugga. Rukh capisce il piano ed avverte Thrawn, che gli ordina di disabilitare lo scudo planetario. Kallus lancia l'ordine e tutte le forze Imperiali si precipitano in massa all'interno del centro di comando, ma prima del lancio, Thrawn fa la sua comparsa e posiziona il suo star destroyer direttamente sopra la città. Una volta che Rukh ha disattivato gli scudi, Thrawn ordina ai Ribelli di arrendersi, altrimenti bombarderà la città. Ezra decide di arrendersi per prendere tempo e dare agli altri Ribelli la possibilità di riattivare gli scudi. Thrawn mette Ezra in contatto con un ologramma dell'Imperatore. Nel frattempo, Mart si accorge che il piano sta per fallire e si mette al comando dello Spettro per attuare un piano di riserva comunicatogli da Ezra, ovvero inviare un misterioso messaggio verso una frequenza sconosciuta da lui indicatagli. Mentre i Ribelli combattono per raggiungere il generatore dello scudo, l'Imperatore prova a tentare Ezra con la promessa di resuscitare i suoi genitori usando alcuni frammenti del portale di Lothal, vanificando però tutti gli sforzi compiuti dai ribelli fino ad ora. Ezra non gli crede e riesce a sfuggire dalla custodia distruggendo una volta per tutte il portale, mentre i Ribelli attivano lo scudo un attimo prima che Thrawn inizi il bombardamento, salvando così la città. Zeb riesce ad intrappolare Rukh all'interno del generatore quando questo si attiva, uccidendolo, ma Gregor viene mortalmente ferito e muore fra le braccia di Rex. Ezra riesce a raggiungere Thrawn e rivela che il richiamo che aveva ordinato a Mart di spedire era quello dei purrgil, che arrivano dal nulla e distruggono la flotta di Thrawn e si preparano ad effettuare il salto nell'iperspazio. Nonostante i suoi amici lo implorino di andarsene, Ezra decide di rimanere sulla nave per assicurarsi che Thrawn venga sconfitto e viene trascinato insieme a lui ed alla flotta nell'iperspazio. Con la scomparsa della flotta di Thrawn, i Ribelli proseguono con il loro piano di lanciare e distruggere il centro di comando. Pryce decide di rimanere all'interno ed esplodere insieme ad esso, piuttosto che restare prigioniera dei Ribelli. Dopo aver osservato la distruzione del centro di comando, la gente di Lothal festeggia ed Hera è fiduciosa che riusciranno a resistere a qualunque tentativo di riconquista da parte dell'Impero.
9 anni dopo, grazie alla vittoria dell'Alleanza Ribelle nella Battaglia di Endor, alla quale hanno partecipato anche Hera e Rex, il temuto contrattacco Imperiale a Lothal non è mai giunto ed il gruppo dello Spettro si scioglie. Zeb porta Kallus a Lira San per mostrargli che i Lasat sono ancora vivi e che lo accolgono come un fratello. Hera e Rex continuano a combattere insieme all'Alleanza Ribelle, con la prima che rivela di aver dato alla luce Jacen Syndulla, figlio suo e di Kanan Jarrus. Sabine decide poi di partire insieme ad Ahsoka Tano per cercare Ezra, lasciando dietro di sé su Lothal un murale che ritrae l'equipaggio dello Spettro.